# Clovia novabritanniana
Clovia novabritanniana är en insektsart som beskrevs av Victor Lallemand 1942. Clovia novabritanniana ingår i släktet Clovia och familjen spottstritar. Inga underarter finns listade i Catalogue of Life.